# مالهون خاتون (شخصية خيالية)
مالهون خاتون (بالتركية: Malhun Hatun)‏ هي شخصية رئيسية في المسلسل التلفزيوني التركي المؤسس عثمان يصورها يلدز جاغري عتيقسوي . وهي مبنية على مالهون خاتون زوجة عثمان غازي . وهي الزوجة الثانية لشخصية السيد عثمان .  

## قصة

### الموسم 2
بعد إنقاذ السيد عثمان من آيا نيكولا، يصل مالهون إلى قبيلة كايي . تخبر مالهون عثمان أنها تحاول العثور على مكان لإقامة قبيلتها مما أدى إلى منحها عثمان بعض الأراضي في بيثينيا . قررت مالهون مساعدة عثمان في العثور على الخونة في كايي، لكنها لم تخبر عثمان عندما وجدت خاتم دوندار في نفس المكان الذي قُتل فيه الخائن إدريس على يد الخائن الأقوى الذي أراد التستر على خائنه. المسارات. لقد أصيبت على يد توغاي ثم أسرها آيا نيكولا لاحقًا، على الرغم من إطلاق سراحها لاحقًا. تعرضت في النهاية لغضب عثمان لإخفائها الخاتم بعد أن أعطاه والدها لعثمان. ندمت لاحقًا على إخفاء الخاتم ويبدو أنها تطور مشاعرها تجاه السيد عثمان ، مما أزعج والدها. يبدأ عثمان بعد ذلك معركة كبرى مع البيزنطيين، بدعم من مالهون خاتون والتي تُعرف تاريخيًا باسم معركة دومانيك  وتزوجت لاحقًا من عثمان بعد أن نصحه أديب علي بالزواج من امرأة أخرى للحصول على وريث لبايلك ويصبح حامل بعد فترة وجيزة - أنجبت الابن الأكبر لعثمان، أورهان .

### الموسم 3
مالهون، الذي علم أن بالا خاتون حامل، انخرط في صراع على السلطة مع بالا ويبدو أن الصراع بين الزوجين يؤثر أيضًا على أهل القبيلة. لكن سالجان خاتون يضع حدًا لأي صراعات أخرى من خلال نصح جميع أفراد القبيلة بالعمل بشكل ودي ولكنه يذكرهم أنه لا يمكن أن يكون هناك سوى رئيس خاتون واحد، وهو بالا خاتون. تأخذ علاقتهما منعطفًا نحو الأفضل، عندما يقرر مالهون خاتون أن يعهد بأورهان إلى بالا خاتون، بينما ترافق السيد عثمان والمحاربين في غزوه.

### الموسم 4
في هذا الموسم، انتقلت قبيلة كايي إلى قصر يُدعى "يني شهير" ومن المعروف أن مالهون خاتون هي رئيسة يني شيهير. وهي تدير النظام التجاري في يني شيهير بمساعدة أكتيمور وعائشة خاتون. مع وصول السلطان الوالد سلجوق إسميهان، يواجه السيد عثمان وقبيلة كايي صعوبات كبيرة وتحل مالهون بعض القضايا مثل عندما تنشر السلطانة إسميهان المرض في سوغوت ويعتني مالهون بأهل سوغوت وعندما توقف أسمهان البضائع للتجارة في في سوق يني شهير، تذهب مالهون بنفسها لشراء البضائع، وتعطي ردًا مناسبًا على إسميهان. يُظهر مالهون صبرًا كبيرًا عندما يُصاب أورهان بالشلل بعد إعطائه السم بأمر من إسميهان. لكن مالهون تسامح أسماء خاتون التي سممت ابنها أورهان. تتهم إسميهان أسماء بمحاولة القتل وتتهم نفسها زوراً بالإصابة، مما أدى إلى سجن مالهون. تكتشف مالهون أنها حامل مرة أخرى أثناء وجودها في السجن. عندما سمع السيد عثمان ذلك، واجه إسميهان على الفور بغضب، وبمساعدة بالا خاتون في المحكمة، أثبت براءة مالهون. عندما يخبر مالهون عثمان بأنها حامل، يصبح سعيدًا جدًا. في نهاية الموسم، يعطي مالهون لأورهان رمز جده وهو خاتم، ويخبره أنها ستكون هناك دائمًا من أجله.

## الاستقبال والجوائز
مالهون خاتون، إحدى أهم الشخصيات في المسلسل، كانت شخصية انتظر ظهورها الكثير من المعجبين نظراً لأهميتها التاريخية. كانت الحلقة 46، التي كانت أول ظهور لها، أحد أسباب وصول العرض إلى القمة في ذلك اليوم واستمرار شخصيتها في جذب الانتباه. فازت يلدز جاغري عتيقسوي بجائزة السعفة الذهبية لعام 2021 في فئة أفضل ممثلة مسلسل تلفزيوني لعام 2021 عن دورها في دور مالهون خاتون. وفي عام 2023 فازت بجائزة نادي مشروع جامعة إسطنبول لأفضل ممثلة لهذا العام.

## في وسائل الإعلام الأخرى
تم تصوير مالهون في المسلسل التلفزيوني التركي المؤسس: 1299 (1988)، المقتبس من رواية تحمل نفس الاسم.

## أنظر أيضا
- قائمة شخصيات قيامة أرطغرل
- قائمة شخصيات المؤسس عثمان

## ملحوظات
1. ↑  شهداء